# 애티커스 샤퍼
애티커스 셰이퍼(Atticus Shaffer, 영어 발음: /ˈʃeɪfər/, 1998년 6월 19일 ~ )는 미국의 배우이다.

## 출연 작품

### 영화
- 핸콕 (2008)
- 아메리칸 캐롤 (2008, An American Carol)
- Leaving Barstow (2008)
- 언데드 (2009)
- Subject: I Love You (2011)
- 프랑켄위니 (2012)

### 텔레비전
- 지미 키멀 라이브! (2003)
- 헤크 패밀리 (2009-18)
- 네버 해브 아이 에버 (2020)

### TV 애니메이션
- 어항 속의 하이틴 (2010-14)
- 라이온 수호대 (2016-22)
- 프린세스 스타의 모험일기 (2017-19)